# Jimmie Lee Sloas
Jimmie Lee Sloas (nascido em Fairborn, Ohio, Estados Unidos) é um baixista de estúdio estadunidense. Ex-membro de uma banda chamada The Imperials nas décadas de 80 e 90, Sloas participou de várias gravações de álbuns como Change Your Word de Michael W. Smith, principalmente de música country. Sloas também gravou o baixo do álbum The System Has Failed do Megadeth. Ele ganhou o prêmio de "Baixista do Ano" do Academy of Country Music de 2008.